# Аквавива-д’Изерния
Аквавива-д’Изерния (итал. Acquaviva d’Isernia) — коммуна в Италии, располагается в регионе Молизе, в провинции Изерния.
Население составляет 464 человека (2008 г.), плотность населения составляет 36 чел./км². Занимает площадь 13 км². Почтовый индекс — 86080. Телефонный код — 0865.
Покровителем коммуны почитается святой Анастасий Персиянин, празднование 22 января.

## Демография
Динамика населения: